# Nobuyuki Tawara
Nobuyuki Tawara –em japonês, 俵信之, Tawara Nobuyuki– (22 de setembro de 1964) é um desportista japonês que competiu no ciclismo na modalidade de pista, especialista na prova de velocidade.
Ganhou três medalhas no Campeonato Mundial de Ciclismo em Pista entre os anos 1986 e 1988.

## Medalheiro internacional
| Campeonato Mundial | Campeonato Mundial                 | Campeonato Mundial | Campeonato Mundial        |
| Ano                | Lugar                              | Medalha            | Competição                |
| ------------------ | ---------------------------------- | ------------------ | ------------------------- |
| 1986               | Colorado Springs ( Estados Unidos) | Medalha de bronze  | Velocidade individual (P) |
| 1987               | Viena ( Áustria)                   | Medalha de ouro    | Velocidade individual (P) |
| 1988               | Gante ( Bélgica)                   | Medalha de bronze  | Velocidade individual (P) |